# Medio Maratón Valencia
El Medio Maratón Valencia, también llamado Medio Maratón Valencia Trinidad Alfonso, es una carrera a pie de 21.097 m que se celebra cada año desde 1991, aunque fue en 2006 cuando adoptó definitivamente esta distancia.

## Historia
La realización de este evento parte de 1991 año en que la Sociedad Deportiva Correcaminos, club fundado en 1979, organiza esta prueba por vez primera. En sus inicios el formato no era de medio maratón. Las ediciones de 1991 a 2005 estuvo enmarcado en el circuito de pruebas de 20 km de Adidas, siendo en 2006 cuando la distancia pasó a ser de 21.097 m.
La fiebre por el deporte de la carrera a pie, unido al atractivo de la prueba y la excelente organización, han provocado que en los últimos 9 años el censo de corredores haya subido vertiginosamente. Así, se ha pasado de congregar a 1.882 participantes a 10.533 en 2013. Por otra parte, la entrada como patrocinador principal en 2012 de la Fundación Trinidad Alfonso ha colaborado a dar un nuevo impulso a la prueba. Ese impulso se ha reflejado en un reconocimientos como el conseguido en 2013, año en que el evento logró la etiqueta "Road Race Silver" de la IAAF, posicionándose también como la 8.ª carrera más rápida del mundo y la 1.ª clasificada como pruebas de ruta de la RFEA en la temporada 2012/2013.
En 2015 el Medio Maratón de Valencia se convierte en la prueba de los 21.097 kilómetros de distancia más rápida del mundo en 2015. Éxito
que también logró en 2014.

## Palmarés masculino
| Año  | Atleta                  | Tiempo (h:m:s) |
| ---- | ----------------------- | -------------- |
| 2006 | Kibet, Edwin            | 1:02:48        |
| 2007 | Korir, Peter            | 1:02:24        |
| 2008 | Yator, Jacob            | 1:01:32        |
| 2009 | Mutai, Geoffrey Kiprono | 0:59:30        |
| 2010 | Mwangangi, John         | 1:01:10        |
| 2011 | Mwangangi, John         | 0:59:45        |
| 2012 | Kimurer, Joel Kemboi    | 0:59:36        |
| 2013 | Kendagor, Jacob Kibet   | 0:59:58        |
| 2014 | Cheroben, Abraham       | 0:58:48        |
| 2015 | Cheroben, Abraham       | 0:59:10        |

## Palmarés femenino
| Año  | Atleta                  | Tiempo (h:m:s) |
| ---- | ----------------------- | -------------- |
| 2006 | Aiyebei, Joan           | 1:12:48        |
| 2007 | Aiyebei, Joan           | 1:11:16        |
| 2008 | Kerubo, Sarah           | 1:15:18        |
| 2009 | Jepchuma, Beatrice      | 1:15:31        |
| 2010 | Chepkirui, Joyce        | 1:09:25        |
| 2011 | Asahssah, Malika        | 1:10:26        |
| 2012 | Mogire, Alice Kemunto   | 1:09:57        |
| 2013 | Chepkirui, Joyce        | 1:08:15        |
| 2014 | Muge, Emily Chebet      | 1:08:01        |
| 2015 | Kebede, Netsanet Gudeta | 1:07:31        |

## Mejores marcas
En la edición de 2014, el Medio Maratón Valencia Trinidad Alfonso se convirtió en el Medio Maratón más rápido de España, consiguiendo la mejor marca del año y la sexta mejor de todos los tiempos, una circunstancia por la cual la Real Federación Española de Atletismo colocó primera en su ranking de carreras a la competición valenciana. Las mejores marcas masculina y femenina, recogidas en las tablas superiores, corresponden a Abraham Cheroben y Netsanet Gudeta Kebede.